# Renato Lopes Texeira da Silva
Renato Lopes Texeira da Silva (Caxias do Sul, Brasil, 17 de septiembre de 1959) es un exfutbolista brasileño.

## Biografía
Sus inicios fueron en Lajeadense de Lajeado.
Es uno de los ídolos del club Brasil de Farroupilha. Actualmente está radicado en dicha ciudad donde trabaja con talentos jóvenes de la ciudad.

## Clubes
| Club                      | País   | Año       |
| ------------------------- | ------ | --------- |
| Lajeadense                | Brasil | 1977      |
| Estrela                   | Brasil | 1978      |
| Internacional             | Brasil | 1978-1979 |
| Lajeadense                | Brasil | 1980-1981 |
| Novo Hamburgo             | Brasil | 1982      |
| Paulista                  | Brasil | 1982-1983 |
| Santa Cruz                | Brasil | 1983      |
| Sampaio Corrêa            | Brasil | 1984-1985 |
| Colo-Colo                 | Chile  | 1986      |
| Sampaio Corrêa            | Brasil | 1986      |
| Itaperuna                 | Brasil | 1987-1988 |
| Bahia                     | Brasil | 1988      |
| Vitória                   | Brasil | 1989      |
| Avenida                   | Brasil | 1990-1991 |
| Brasil de Farroupilha     | Brasil | 1992      |
| Lajeadense                | Brasil | 1993      |
| Palmeirense               | Brasil | 1994      |
| Guarani de Venâncio Aires | Brasil | 1995      |
| Guarany de Garibaldi      | Brasil | 1996-1997 |

## Palmarés

### Torneos nacionales
| Título                          | Club                  | País   | Año  |
| ------------------------------- | --------------------- | ------ | ---- |
| Campeonato Maranhense           | Sampaio Corrêa        | Brasil | 1984 |
| Campeonato Maranhense           | Sampaio Corrêa        | Brasil | 1985 |
| Campeonato Maranhense           | Sampaio Corrêa        | Brasil | 1986 |
| Campeonato Brasileño de Serie A | Bahia                 | Brasil | 1988 |
| Campeonato Baiano               | Bahia                 | Brasil | 1988 |
| Campeonato Baiano               | Vitória               | Brasil | 1989 |
| Campeonato Gaúcho de Serie B    | Brasil de Farroupilha | Brasil | 1992 |

### Distinciones individuales
| Distinción                               | Año  |
| ---------------------------------------- | ---- |
| Goleador de Campeonato Maranhense        | 1985 |
| Goleador de Campeonato Gaúcho de Serie B | 1992 |